# Sierra Corral de los Bandidos
La sierra Corral de los Bandidos es una montaña y un área natural protegida estatal el municipio de García, estado de Nuevo León, México; aproximadamente 20 km al suroeste de la cabecera municipal. La cima está a 1,639 metros sobre el nivel del mar, cerca de la cima se encuentra la torre de radiocomunicación por microondas “Mariposas”. La montaña está rodeada por el cañón de Mariposas, el cerro La Mota Grande, la carretera Monterrey-Saltillo, el cerro Los Muertos y la sierra San Francisco de los Desmontes. Las localidades cercanas son Rinconada, La Gloria y Paso de Guadalupe. El nombre probablemente hace referencia a las muchas bandas; como las de Tomás del Razo o Ricardo Gómez, dedicadas al bandolerismo que azotaron los caminos que comunican Monterrey con Saltillo desde el siglo XVIII hasta principios del siglo XX. Por su ubicación y accesibilidad, la Sierra Corral de los Bandidos es un sitio popular para practicar vuelo en parapente.

## Características
El ANP Sierra Corral de los Bandidos abarca 1175 hectáreas, con altitudes desde 1000 hasta 1640 m s. n. m., con clima semiárido BSh y clima árido BWh. La precipitación anual está entre 200 y 400 mm. Se encuentra en dentro de la subprovincia fisiográfica Pliegues de Saltillo-Parras y la cuenca río Bravo-San Juan; subcuenca río Pesquería, que bordea la parte norte y oeste del ANP. El tipo de vegetación predominante es matorral desértico rosetófilo.

## Declaratoria como ANP
El 24 de noviembre del 2000, el entonces Gobernador Fernando de Jesús Canales Clariond público en el diario oficial del estado la declaratoria de veintitrés áreas naturales protegidas (ANPs), con el objetivo de preservar y restaurar la calidad del medio ambiente en el estado de Nuevo León. Una de las ANPs declaradas fue Sierra Corral de los Bandidos. Según el texto de la declaración:
17. SIERRA “CORRAL DE LOS BANDIDOS” (1,175.01 Ha)

Pertenece a la Sierra Madre Oriental, Pliegues Saltillo-Parras. Municipio de García. Altitud: 1,000-1,640 msnm. Clima seco semicálido con lluvias escasas todo el año con 300-400 mm de precipitación anual. La vegetación dominante es el matorral desértico rosetófilo, con sotol Dasylirion texanum, lechuguilla Agave lecheguilla y guapilla Hechtia glomerata. Fauna: coyote Canis latrans, tlacuache Didelphis virginiana californica, reyezuelo sencillo Regulus calendula, paloma huilota Zenaida macroura, halcón cernícalo Falco sparverius, sapo gigante Bufo marinus horribilis, chirrionera Coluber constrictor oaxaca y cascabel de diamantes Crotalus atrox.